# Abel Ferrara

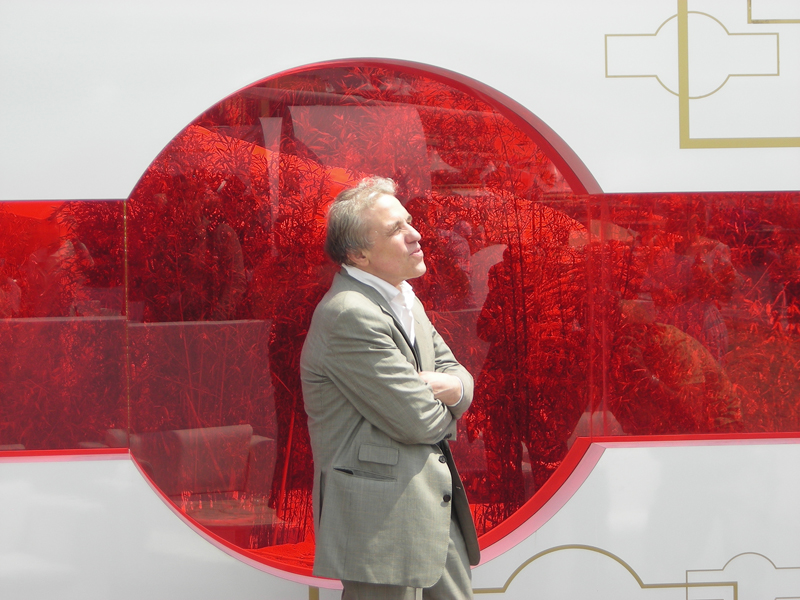
Abel Ferrara în 2008

Abel Ferrara (n. 19 iulie 1951, Bronx, New York) este un regizor american.
1. ↑  Abel Ferrara, Munzinger Personen, accesat în 9 octombrie 2017
2. ↑  Abel Ferrara, Brockhaus Enzyklopädie
3. ↑  Abel Ferrara, Discogs, accesat în 9 octombrie 2017
4. ↑  Abel Ferrara, Filmportal.de, accesat în 9 octombrie 2017
5. ↑  „Abel Ferrara”, Gemeinsame Normdatei, accesat în 27 aprilie 2014
6. ↑  „Abel Ferrara”, Gemeinsame Normdatei, accesat în 13 decembrie 2014
7. ↑  www.acmi.net.au
8. ↑  Autoritatea BnF, accesat în 10 octombrie 2015
9. ↑  CONOR.SI[*] Verificați valoarea |titlelink= (ajutor)